# Nekrolog 1713
Nekrolog
◄◄
| ◄
| 1709
| 1710
| 1711
| 1712
| 1713 | 1714 | 1715 | 1716 | 1717 | ► | ►►
Weitere Ereignisse | Allgemeiner Nekrolog 1713
Die Beschreibung der verstorbenen Person sollte so kurz wie möglich gehalten sein und nur deren signifikante Tätigkeit(en) enthalten.
Neue Namen ggf. auch unter dem Geburts- und Sterbedatum, also etwa unter 1. Januar und im Geburts- und Sterbejahr (2024) eintragen (nur bei entsprechender großer Wichtigkeit). Für Beispiele siehe die schon vorhandenen Artikel.
Außerdem über die fünf zuletzt Verstorbenen, zu denen es einen ausreichend guten Artikel für eine Präsentation auf der Hauptseite gibt, nach der todesbedingten Überarbeitung der Artikel ggf. auch unter Wikipedia Diskussion:Hauptseite informieren und sie am besten auch in den anderen Wikipedia-Sprachversionen eintragen. Tipp: Regelmäßig bei news.google.de nach „ist tot“, „gestorben“ oder „verstorben“ suchen.
Wenn eine Person gestorben ist, gibt es viele Seiten zu dieser Person in der Wikipedia, die davon auch betroffen sind und entsprechend aktualisiert werden müssen. Beispiele: Namenübersichtsseite, Geburtsjahr, Geburtsort-Seiten und viele mehr.
Wie finde ich die betroffenen Seiten?
Im Suchfeld auf der linken Seite gibt man den Suchbegriff so ein: „Vorname Nachname“. Dann klickt man auf Volltext und alle Seiten mit entsprechendem Suchtext werden aufgerufen. Hier sieht man dann schnell, wo auch das Todesjahr Sinn macht oder sogar ein Teil des Artikels angepasst werden muss. Auch hilft das „Werkzeug“ auf der linken Seite sehr gut, um solche Seiten aufzufinden: „Links auf diese Seite“. Somit ist die Wikipedia wieder aktuell in allen Bereichen! Hinweis: bei Eintragung der Kategorie „Gestorben JAHR“ wird der Missbrauchsfilter 49 ausgelöst, was jedoch nicht schlimm ist. Siehe: Spezial:Missbrauchsfilter/49
Dies ist eine Liste von im Jahr 1713 verstorbenen bekannten Persönlichkeiten. Die Einträge erfolgen innerhalb der einzelnen Daten alphabetisch sortiert. Tiere sind im Nekrolog für Tiere zu finden.

## Januar
| Tag         | Name                                  | Beruf, bekannt als                                                                         | Alter | Beleg |
| ----------- | ------------------------------------- | ------------------------------------------------------------------------------------------ | ----- | ----- |
| 1. Januar   | Giovanni Francesco Negroni            | italienischer Kardinal                                                                     | 83    |       |
| 1. Januar   | Giuseppe Maria Tomasi                 | italienischer Kardinal                                                                     | 63    |       |
| 2. Januar   | Stephan Overgaer                      | Priester, Abt des Klosters Hardehausen                                                     |       |       |
| 7. Januar   | Katherine Lowther                     | englische Adlige                                                                           | 59    |       |
| 7. Januar   | Karl Ernst von Waldstein              | österreichischer Diplomat                                                                  | 51    |       |
| 8. Januar   | Arcangelo Corelli                     | italienischer Violinist und Komponist des Barock                                           | 59    |       |
| 9. Januar   | Johann Christoff Dannhauer            | deutscher Jurist und Bürgermeister von Hannover (1702–1713)                                | 76    |       |
| 11. Januar  | Pierre Jurieu                         | französischer reformierter Theologe                                                        | 75    |       |
| 13. Januar  | Jürgen Mellin                         | schwedischer Feldmarschall und Generalgouverneur von Bremen, Verden und Schwedisch-Pommern | 79    |       |
| 13. Februar | Carlo Vigarani                        | italienischer Bühnenbildner und Theaterarchitekt                                           | 76    |       |
| 14. Januar  | Friedrich Ulrich Wilhelm von Lüderitz | kurbrandenburger Generalmajor und Kommandant von Küstrin                                   |       |       |
| 17. Januar  | Christian Albhard                     | deutscher Jurist                                                                           | 77    |       |
| 17. Januar  | Christoph Porsch                      | deutscher evangelischer Theologe und geistlicher Dichter                                   | 60    |       |
| 20. Januar  | Paul Ritter Vitezović                 | kroatischer Schriftsteller                                                                 | 61    |       |
| 23. Januar  | Christian Saalbach                    | deutscher Klassischer Philologe, Hochschullehrer und Dichter                               | 59    |       |
| 25. Januar  | Johann Volkhard von Concin            | österreichischer Kämmerer und Obersthofmeister                                             |       |       |
| 26. Januar  | Jean Chardin                          | französischer Forschungsreisender                                                          | 69    |       |

## Februar
| Tag         | Name                                          | Beruf, bekannt als                                 | Alter | Beleg |
| ----------- | --------------------------------------------- | -------------------------------------------------- | ----- | ----- |
| 1. Februar  | Michael II. Apafi                             | Fürst von Siebenbürgen                             | 36    |       |
| 2. Februar  | Marko Mesić                                   | kroatischer Pfarrer und Freiheitskämpfer           |       |       |
| 11. Februar | Zacharias Grape                               | deutscher lutherischer Theologe                    | 41    |       |
| 11. Februar | Jahandar Shah                                 | Großmogul von Indien                               | 51    |       |
| 12. Februar | Edward Hyde, Viscount Cornbury                | britischer Peer und Politiker                      | 21    |       |
| 14. Februar | Ludwig Kraft                                  | Graf aus der Linie Nassau-Saarbrücken              | 49    |       |
| 15. Februar | Anthony Ashley-Cooper, 3. Earl of Shaftesbury | englischer Politiker, Philosoph und Schriftsteller | 41    |       |
| 15. Februar | Johann Heinrich Eggeling                      | deutscher Stadtschreiber                           | 73    |       |
| 20. Februar | Honoré Caille du Fourny                       | französischer Genealoge                            | 82    |       |
| 21. Februar | Lothar Friedrich Mohr von Wald                | deutscher Adeliger und Domherr                     | 53    |       |
| 25. Februar | Johann Christoph Boltz                        | deutscher Jurist und Hochschullehrer               | 60    |       |
| 25. Februar | Friedrich I.                                  | König in Preußen, Kurfürst von Brandenburg         | 55    |       |

## März
| Tag      | Name                          | Beruf, bekannt als                                                                                    | Alter | Beleg |
| -------- | ----------------------------- | --- | ----- | ----- |
| 3. März  | Mauriz von Menzingen          | Schweizer römisch-katholischer Ordenspriester                                                         | 58    |       |
| 13. März | Johann Samuel Adami           | deutscher Theologe, Schriftsteller und Sprachforscher                                                 | 74    |       |
| 15. März | Johann Salomon von Hülsen     | königlich preußischer Generalmajor sowie Erbherr auf Popehnen und Legitten                            | 62    |       |
| 15. März | Philipp Müller                | deutscher lutherischer Theologe                                                                       | 72    |       |
| 16. März | Franz Karl Anton von Hohenems | Graf aus dem Adelsgeschlecht der Herren von Ems                                                       | 62    |       |
| 17. März | Johann Leopold von Gudenus    | Weihbischof des Bistums Worms sowie Titularbischof von Pergamum (1711–1713)                           | 36    |       |
| 18. März | Juraj Jánošík                 | slowakischer Soldat, Räuberführer, Nationalheld und als Janosik eine Figur in der slowakischen Kultur | 25    |       |
| 23. März | Johann Heinrich Feustking     | deutscher evangelischer Theologe                                                                      | 41    |       |
| 24. März | Toussaint de Forbin de Janson | französischer Kleriker und Diplomat                                                                   | 81    |       |
| 26. März | Paul I. Esterházy de Galantha | kaiserlicher Feldmarschall                                                                            | 77    |       |
| 27. März | Giovanni Carlone              | italienischer Maler                                                                                   |       |       |
| 30. März | Govard Bidloo                 | holländischer Arzt, Anatom, Dichter und Stückeschreiber                                               | 64    |       |

## April
| Tag       | Name                                       | Beruf, bekannt als                                                                              | Alter | Beleg |
| --------- | ------------------------------------------ | ----------------------------------------------------------------------------------------------- | ----- | ----- |
| 5. April  | Otto Wilhelm von Bronckhorst zu Gronsfeld  | katholischer Geistlicher, Weihbischof in Osnabrück und Münster, Apostolischer Vikar des Nordens | 72    |       |
| 5. April  | Johann Heinrich Horn                       | deutscher Beamter                                                                               |       |       |
| 7. April  | Franz Anton von Quarient und Raal          | niederösterreichischer Landuntermarschall                                                       |       |       |
| 13. April | Johann Samuel Trommsdorff                  | deutscher evangelischer Theologe und Philosoph                                                  | 36    |       |
| 14. April | Marcus Fronius                             | lutherischer Theologe und Pädagoge                                                              |       |       |
| 15. April | Johann Reinhard von Gemmingen              | Grundherr in Widdern, Maienfels und Leibenstadt                                                 | 64    |       |
| 17. April | David Hollaz                               | deutscher protestantischer Theologe (Lutherischer Dogmatiker)                                   |       |       |
| 18. April | Dorothea Maria von Sachsen-Gotha-Altenburg | Prinzessin von Sachsen-Gotha-Altenburg, durch Heirat Herzogin von Sachsen-Meiningen             | 39    |       |
| 20. April | John Hay, 2. Marquess of Tweeddale         | schottischer Politiker und Lordkanzler von Schottland                                           |       |       |
| 24. April | Michael Dietrich von der Recke zu Heessen  | Domherr in Münster                                                                              | 38    |       |

## Mai
| Tag     | Name                       | Beruf, bekannt als                                                                               | Alter | Beleg |
| ------- | -------------------------- | ------------------------------------------------------------------------------------------------ | ----- | ----- |
| 5. Mai  | Heinrich Andreas Lohe      | deutscher Maler                                                                                  |       |       |
| 10. Mai | Giovanni Battista Visconti | italienischer Geistlicher und Bischof von Novara                                                 | 69    |       |
| 15. Mai | George Meister             | Hofgärtner und Botaniker in Dresden, Asienreisender                                              | 59    |       |
| 16. Mai | Maximilian Dreißigmark     | deutscher Bildhauer                                                                              | 70    |       |
| 20. Mai | Thomas Sprat               | englischer Autor und Bischof von Rochester                                                       |       |       |
| 25. Mai | Ernst von der Brüggen      | Landhofmeister und Kanzler des Herzogtums Kurland und Semgallen                                  | 73    |       |
| 26. Mai | Veith Steinböck            | österreichischer Steinmetzmeister und Bildhauer des Barock, Dombaumeister zu St. Stephan in Wien |       |       |
| 28. Mai | Caspar Corswant            | Syndikus und Bürgermeister von Stargard in Pommern                                               | 49    |       |
| 28. Mai | Georg Otho                 | deutscher Orientalist                                                                            | 78    |       |

## Juni
| Tag      | Name             | Beruf, bekannt als                                    | Alter | Beleg |
| -------- | ---------------- | ----------------------------------------------------- | ----- | ----- |
| 1. Juni  | Johan Runius     | schwedischer Dichter des Barock                       | 34    |       |
| 11. Juni | Felix Meyer      | Schweizer Landschaftsmaler                            | 60    |       |
| 22. Juni | Carlo Marcellini | italienischer Bildhauer, Architekt und Schriftsteller |       |       |
| 23. Juni | Paul Rabe        | deutscher Philologe und Philosoph                     | 57    |       |

## Juli
| Tag      | Name                             | Beruf, bekannt als                                                 | Alter | Beleg |
| -------- | -------------------------------- | ------------------------------------------------------------------ | ----- | ----- |
| 5. Juli  | Johann Bernhard Droste zu Senden | Domherr in Speyer und Münster sowie Assessor der Landpfennigkammer |       |       |
| 24. Juli | Peter Witte                      | Landvogt von Fehmarn und Stifter                                   | 71    |       |
| 31. Juli | Friedrich Wilhelm I.             | Herzog zu Mecklenburg im Landesteil Mecklenburg-Schwerin           | 38    |       |

## August
| Tag        | Name                        | Beruf, bekannt als                                            | Alter | Beleg |
| ---------- | --------------------------- | ------------------------------------------------------------- | ----- | ----- |
| 3. August  | Johann Caspar de Gabrieli   | Barock-Stuckateur                                             |       |       |
| 6. August  | Johannes Olearius           | deutscher lutherischer Theologe                               | 74    |       |
| 8. August  | Severin Gottlieb Ziegenbalg | deutscher Bildhauer                                           |       |       |
| 18. August | Ida Hedwig von Brockdorff   | deutsche Wohltäterin und Priorin des Klosters Uetersen        | 73    |       |
| 19. August | Atanasie Anghel             | rumänischer Bischof in Siebenbürgen                           |       |       |
| 24. August | Johannes Hancke             | Theologe und Mathematiker; Autor; Mitglied des Jesuitenordens | 69    |       |
| 25. August | Ludovico Roncalli           | italienischer Edelmann und Komponist                          | 59    |       |

## September
| Tag           | Name                                | Beruf, bekannt als                                                               | Alter | Beleg |
| ------------- | ----------------------------------- | -------------------------------------------------------------------------------- | ----- | ----- |
| 6. September  | François-Séraphin Regnier-Desmarais | französischer Diplomat, Dichter, Philologe, Romanist, Grammatiker und Übersetzer | 81    |       |
| 9. September  | Giovanni Antonio Viscardi           | schweizerischer Baumeister des Barock der überwiegend in Bayern arbeitete        | 67    |       |
| 9. September  | Johannes Voet                       | niederländischer Jurist                                                          | 65    |       |
| 14. September | Karl Colonna von Fels               | kurbayerischer General und kaiserlicher Hofkriegsrat                             |       |       |
| 16. September | Michael Khöll                       | österreichischer Steinmetzmeister des Barock                                     |       |       |
| 22. September | Mark Schwaner                       | deutscher Quäker und Mitarbeiter von George Fox                                  |       |       |
| 29. September | Jakob van Oost der Jüngere          | flämischer Maler                                                                 |       |       |

## Oktober
| Tag         | Name                       | Beruf, bekannt als                                                                | Alter | Beleg |
| ----------- | -------------------------- | --------------------------------------------------------------------------------- | ----- | ----- |
| 4. Oktober  | Valentin Molitor           | Komponist des Barock und Benediktiner                                             | 76    |       |
| 13. Oktober | Andreas Lange              | deutscher Jurist und Dichter                                                      |       |       |
| 15. Oktober | Johann Michael Feuchtmayer | deutscher Maler und Kupferstecher des Barock                                      | 47    |       |
| 15. Oktober | Johannes Rulle             | Priester, Abt des Klosters Marienfeld                                             |       |       |
| 17. Oktober | Peter Lackmann             | deutscher evangelischer Theologe und geistlicher Lieddichter                      | 54    |       |
| 20. Oktober | Archibald Pitcairne        | schottischer Arzt und Poet                                                        | 60    |       |
| 28. Oktober | Paolo Lorenzani            | italienischer Kapellmeister und Komponist                                         | 73    |       |
| 30. Oktober | Nicolaus Voigtel           | deutscher Geometer, Bergbeamter und Sachbuchautor                                 |       |       |
| 31. Oktober | Ferdinando de’ Medici      | ältere Sohn von Großherzog Cosimo III. de' Medici und Marguerite Louise d'Orléans | 50    |       |
| 31. Oktober | Salomon van Til            | niederländischer reformierter Theologe                                            | 69    |       |

## November
| Tag          | Name                            | Beruf, bekannt als                                                          | Alter | Beleg |
| ------------ | ------------------------------- | --------------------------------------------------------------------------- | ----- | ----- |
| 1. November  | Heinrich Otto von Brackel       | königlich schwedischer Generalmajor                                         |       |       |
| 6. November  | Franz Karl von Auersperg        | Fürst von Auersperg sowie Herzog von Münsterberg                            | 52    |       |
| 6. November  | Johann Hieronymus von Humbracht | Frankfurter Politiker                                                       | 61    |       |
| 7. November  | Elizabeth Barry                 | englische Schauspielerin                                                    |       |       |
| 7. November  | Gabriele von Liechtenstein      | Prinzessin von Liechtenstein                                                | 21    |       |
| 9. November  | Armand-Charles de La Porte      | französischer Militär, Großmeister der Artillerie von Frankreich            |       |       |
| 13. November | Nikolaus Martini                | deutscher Rechtswissenschaftler und Gründungsprofessor der Universität Kiel | 81    |       |
| 13. November | Ogiwara Shigehide               | japanischer Beamter des Shogunats                                           |       |       |
| 17. November | Abraham van Riebeeck            | Generalgouverneur von Niederländisch-Indien                                 | 60    |       |
| 18. November | Paul Decker                     | deutscher Kupferstecher, Baumeister und Erfinder idealer Barock-Architektur | 35    |       |
| 20. November | Thomas Tompion                  | englischer Uhrmacher                                                        |       |       |
| 24. November | Lucas van de Poll               | niederländischer Rechtswissenschaftler                                      | 83    |       |

## Dezember
| Tag          | Name                       | Beruf, bekannt als                                                               | Alter | Beleg |
| ------------ | -------------------------- | -------------------------------------------------------------------------------- | ----- | ----- |
| 4. Dezember  | François Pétis de la Croix | französischer Orientalist                                                        |       |       |
| 6. Dezember  | Georg Theodor Barthold     | deutscher Mediziner                                                              | 44    |       |
| 9. Dezember  | Jan Reisner                | Maler und Geometer in Warschau                                                   |       |       |
| 15. Dezember | Carlo Maratta              | italienischer Maler der römischen Schule                                         | 88    |       |
| 17. Dezember | Nicolò Beregan             | italienischer Rechtsanwalt, Dichter und Librettist                               | 86    |       |
| 18. Dezember | Friedrich Heinrich         | Herzog von Sachsen-Zeitz-Pegau-Neustadt, Erbprinz von Sachsen-Zeitz              | 45    |       |
| 20. Dezember | Johann Gottlieb Hardt      | deutscher Logiker und Metaphysiker                                               | 55    |       |
| 22. Dezember | Ernst Ludwig von Hacke     | königlich-preußischer Generalleutnant und Kommandant von Berlin                  | 62    |       |
| 22. Dezember | Johann Georg von Tettau    | preußischer Generalleutnant und Kammerherr, Gouverneur von der Zitadelle Spandau | 63    |       |
| 27. Dezember | Balthasar Adelmann         | deutscher Jesuit und Lehrer                                                      | 68    |       |

## Datum unbekannt
| Tag       | Name                                 | Beruf, bekannt als                                      | Alter | Beleg |
| --------- | ------------------------------------ | ------------------------------------------------------- | ----- | ----- |
|           | Anna Maria Braun                     | deutsche Malerin, Medailleurin und Wachsbossiererin     |       |       |
|           | Heinrich Brewer                      | deutscher katholischer Theologe und Historiker          |       |       |
|           | Joachim Carlone                      | österreichischer Architekt                              |       |       |
|           | Joachim Christian Coch               | deutscher Rechtsgelehrter, Richter am Wismarer Tribunal |       |       |
|           | Susanna Eger                         | deutsche Köchin und Kochbuchautorin                     |       |       |
|           | Peter Goldschmidt                    | deutscher protestantischer Theologe                     |       |       |
| April/Mai | Francis Hauksbee                     | britischer Wissenschaftler                              |       |       |
|           | Kingkitsarat                         | König des Königreichs Luang Phrabang                    |       |       |
|           | Johann Matthias Koch von Gailenbach  | Augsburger Patrizier und Geheimer Rat                   |       |       |
|           | Edward Lloyd                         | britischer Besitzer des Lloyd’s Coffee House            |       |       |
|           | Wolfgang Michael Mylius              | deutscher Komponist und Kapellmeister                   |       |       |
|           | Michael Pauli                        | Bürgermeister von Kiel                                  |       |       |
|           | Jean-Baptiste Théodon                | französischer Bildhauer                                 |       |       |
|           | Michael Waginger                     | österreichischer Künstler                               |       |       |
|           | Lukjan Alexejewitsch Wereschtschagin | russischer Schiffbauer                                  |       |       |